# دنيس ماغواير
دنيس ماغواير (بالإنجليزية: Dennis McGuire)‏ هو راكب الكنو أسترالي، ولد في 6 يونيو 1939.

## وصلات خارجية
- دنيس ماغواير على موقع أوليمبيديا (الإنجليزية)
- دنيس ماغواير على موقع اللجنة الأولمبية الأسترالية (الإنجليزية)